# Luke Fildes

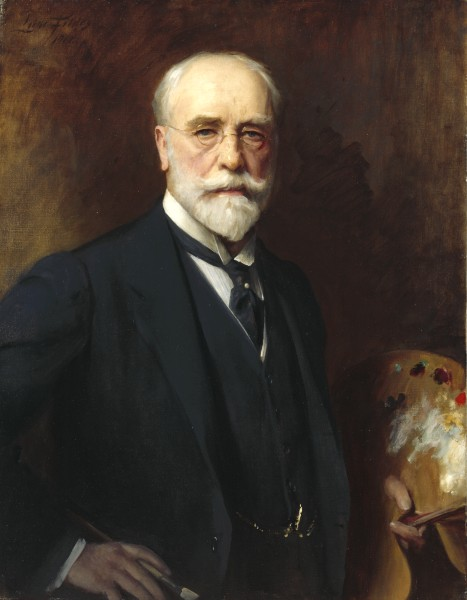
Selbstporträt von Luke Fildes, 1911

Luke Fildes (* 18. Oktober 1844 in Liverpool; † 27. Februar 1927 in London) war ein britischer Maler.

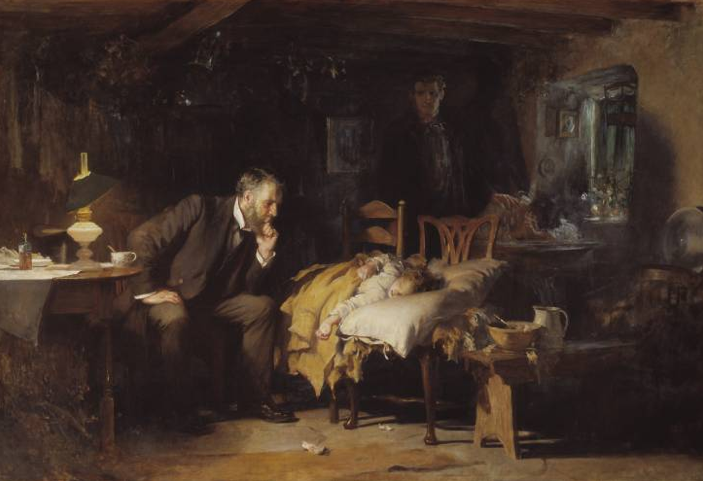
Luke Fildes: The Doctor, 1887

Fildes machte die ersten Studien in der Schule von South Kensington, trat dann in die Akademie und begann seine Tätigkeit mit illustrierenden Zeichnungen zu mehreren Journalen, wie „London Graphic“, „Cornhill Magazine“, „Once a Week“, und illustrierte die letzten Werke von Charles Dickens. 1874 unternahm er eine Venedigreise, die ihm Motive für zahlreiche Gemälde lieferte. Seine Hauptbilder sind: Einbruch der Nacht (1868), das losgebundene Gespann (1869), der leere Stuhl (Dickens' Arbeitszimmer, 1871), Arme bitten bei der Polizei um Nachtquartier (1874), der Witwer (1876), die Spielkameraden (1877), unter denen besonders die letztern wegen ihrer ergreifenden Wahrheit sehr gerühmt wurden. Auf Vorwürfe, mit An Al-fresco Toilette (1889) Kitsch gemalt zu haben, reagierte er mit seinem The Doctor (1891, Tate, London), einen besorgten Arzt an der Seite eines sterbenden Kindes zeigend. Fildes' Sohn Philip war im Kindesalter einer Krankheit erlegen.
Seine späten Jahre arbeitete Fildes als Porträtmaler. Er erhielt auf mehreren Ausstellungen Auszeichnungen und war seit 1879 Mitglied der Akademie in London.

## Werk
- 1897: William Hesketh Lever, Lady Lever Art Gallery, Port Sunlight, Merseyside, England